# Мастера советского цирка
«Мастера советского цирка» — популярная книжная серия, выпускавшаяся издательством «Искусство» (Москва) в 1978—1984 годы. Книги были посвящены цирковому искусству как отдельных ведущих артистов советского периода (акробатов, иллюзионистов, клоунов и других), так и целых цирковых династий. Было выпущено 5 книг.
Формат: 70x90/32 (~113х165 мм); переплёт ледериновый.
Серия «Мастера советского цирка» выпускалась одновременно с другой аналогично оформленной серией того же издательства — «Мастера советской эстрады».

## Книги серии
1978
- Марьяновский В. А. 
Кантемировы. — М.: Искусство, 1978. — 104 с., [30] с. — (Мастера советского цирка).

1979
- Немчинский М. И. 
Раиса Немчинская. — М.: Искусство, 1979. — 136 с., [32] с. — (Мастера советского цирка).

1981
- Макаров С. М. 
Юрий Никулин и Михаил Шуйдин. — М.: Искусство, 1981. — 208 с., [32] с. — (Мастера советского цирка). — 25 000 экз.

1983
- Гурович А. Б. 
Венедикт Беляков. — М.: Искусство, 1983. — 208 с., [32] с. — (Мастера советского цирка). — 25 000 экз.

1984
- Марьяновский В. А. 
Кио: отец и сыновья. — М.: Искусство, 1984. — 192 с., [32] с. — (Мастера советского цирка). — 25 000 экз.

- . — М.: Искусство. — (Мастера советского цирка).